# Phúc Long An
Phúc Long An (tiếng Trung: 福隆安; bính âm: Fú lōng ān; 1746 – 24 tháng 3 năm 1784), họ Phú Sát, tự San Lâm (珊林), người Mãn Châu Tương Hoàng kỳ, là một quan viên đồng thời là ngoại thích dưới triều Càn Long của nhà Thanh trong lịch sử Trung Quốc.

## Cuộc đời
Phúc Long An sinh vào năm Càn Long thứ 11 (1746), là con trai của Đại học sĩ Phó Hằng, cháu trai của Hiếu Hiền Thuần hoàng hậu. Năm Càn Long thứ 23 (1758), Phúc Long An được phong làm Ngự tiền Thị vệ, đến tháng 3 năm thứ 25 (1760) thì nghênh cưới Hòa Thạc Hòa Gia Công chúa, con gái thứ tư của Càn Long, trở thành Hòa Thạc Ngạch phò. Một năm sau, ông kiêm quản Quang lộc tự, Phụng thần uyển và sự vụ Loan nghi vệ. Năm thứ 33, ông thay thế Thác Ân Đa đảm nhiệm Binh bộ Thượng thư và Cửu môn Đề đốc, đứng vào hàng ngũ Quân cơ Đại thần kiêm Nghị chính đại thần. Một năm sau, ông trở thành Ngự tiền Đại thần, thay quyền Tổng quản Nội vụ phủ và Thượng thư Lý phiên viện, được phép cưỡi ngựa trong Tử Cấm Thành.
Năm thứ 35, ông kiêm thay quyền Bộ quân Thống lĩnh, nhậm chức Lĩnh thị vệ Nội đại thần. Tháng 7 cùng năm, cha ông là Phó Hằng qua đời, vì anh trai Phúc Linh An cũng không còn, nên ông được thừa kế tước vị Nhất đẳng Trung Dũng công. Trong 2 năm tiếp theo, ông kiêm quản sự vụ Binh bộ và nhậm chức Tổng tài chịu trách nhiệm biên soạn Tứ khố toàn thư. Đến tháng 4 năm thứ 38 (1773), ông được ban thêm hàm Thái tử Thái bảo. Cùng năm thì nhậm chức Đô thống Mãn Châu Chính Bạch kỳ. Năm thứ 41, ông chính thức trở thành Bộ quân Thống lĩnh kiêm Binh bộ Thượng thư, quản lý sự vụ Công bộ, Tổng tài của Quốc sử quán. Năm sau, ông thay quyền Lại bộ Thượng thư. Ông mất vào ngày 24 tháng 3 năm Càn Long thứ 49 (1784), ở tuổi 39, được truy thụy Cần Khác.

## Gia quyến

### Gia tộc
- Ông nội: Lý Vinh Bảo, Sát Cáp Nhĩ Tổng quản.
- Bà nội: Giác La thị, Nhất phẩm Phu nhân.
- Cô mẫu: Hiếu Hiền Thuần Hoàng hậu, Nguyên phối Hoàng hậu của Thanh Cao Tông Càn Long Đế
- Cha: Phó Hằng, Đại học sĩ, Nhất đẳng Trung Dũng công.
- Mẹ: Diệp Hách Na Lạp thị, con gái của Nạp Lan Vĩnh Thọ, chị gái của Thư phi.
- Anh, em trai:
  - Phúc Linh An, Đa la Ngạch phò, Phó Đô thống Mãn Châu Chính Bạch kỳ, thay quyền Tổng binh Vân Nam.
  - Phúc Khang An, làm quan đến Võ Anh điện Đại học sĩ, được phong làm Trung Duệ Gia Dũng Bối tử, sau khi qua đời được truy tặng Đa La Quận vương, thụy Văn Tương.
  - Phúc Trường An, làm quan đến Hộ bộ Thượng thư, được treo tranh trong Tử Quang các.
- Chị, em gái:
  - Đích Phúc tấn của Thành Triết Thân vương Vĩnh Tinh.
  - Đích Phúc tấn của Duệ Cung Thân vương Thuần Dĩnh.

### Vợ con
- Vợ: Hòa Thạc Hòa Gia Công chúa, con gái thứ tư của Càn Long và Thuần Huệ Hoàng quý phi.[5]
- Con trai: Phúc Long An và Hòa Thạc Hòa Gia Công chúa có 2 người con trai, lần lượt được Càn Long Đế đặt tên là Phong Thân Tế Luân và Phong Thân Quả Lặc Mẫn.[6]
  - Phong Thân Tế Luân: làm quan đến Binh bộ Thượng thư, thống lĩnh Loan nghi vệ, tập tước Nhất đẳng công. Có chính thất Tứ cách cách là con riêng của Sắc Bố Đằng Ba Lạc Châu Nhĩ-ngạch phò của Hòa Kính Công chúa.
  - Phong Thân Quả Lặc Mẫn: được cho làm con thừa tự Phúc Linh An, được tập tước Vân kỵ úy của Phúc Linh An và Phúc Khang An, mất sớm.
- Cháu nội: Phú Lặc Hồn Ngưng Châu, năm Gia Khánh thứ 12 (1807) thì tập tước Nhất đẳng Trung Dũng công.

## Phim chuyển thể
Trong loạt phim Hoàn Châu cách cách nổi tiếng của Quỳnh Dao có một nhân vật là Phúc Nhĩ Khang được xây dựng trên nguyên mẫu Phúc Long An và em trai ông là Phúc Khang An. Còn nhân vật Tử Vi lại có điểm tương tự với Hòa Thạc Hòa Gia Công chúa.
- Trong "Hoàn Châu cách cách", Phúc Long An đổi tên thành Phúc Nhĩ Khang, do Châu Kiệt thủ vai.
- Trong "Hoàn Châu cách cách (phim truyền hình 2011)", Phúc Long An được đổi tên thành Phúc Nhĩ Khang và Lý Giai Hàng thủ vai.
- Nhân vật Phúc Long An trong "Như Ý truyện" do Triệu Văn Bằng đóng.